# 転法輪奏
転法輪 奏（てんぽうりん すすむ、1929年9月14日 - 1998年10月3日）は、日本の経営者。大阪商船三井船舶(現在の商船三井)社長を務めた。三重県四日市市出身。

## 経歴
1952年に東京大学経済学部を卒業し、同年に大阪商船に入社。1981年に取締役に就任し、1984年に常務、1985年に専務を経て、1987年に副社長に就任し、1989年には社長に昇格。1994年6月に会長に就任し、1998年に相談役に就任。社長在任時には円高に伴う海運危機の煽りを受けて、大規模なリストラを実施。1995年4月から経済同友会副代表幹事も務めた。
1992年4月に藍綬褒章を受章。
1998年10月3日特発性間質性肺炎のために死去。69歳没。